# Fire Emblem: Ankoku Ryū to Hikari no Tsurugi
Fire Emblem: Ankoku Ryū to Hikari no Tsurugi (ang. Fire Emblem: Shadow Dragon and the Blade of Light) – turowa gra strategiczna, połączona z elementami RPG (inaczej – taktyczna gra fabularna) stworzona przez Intelligent Systems i Nintendo w 1990 roku. To pierwsza gra z serii Fire Emblem. Akcja gry i serii osadzona jest w świecie fantasy, wzorowanym na zachodnim średniowieczu. Gra wniosła wiele elementów, obecnych później w innych taktycznych grach fabularnych. Gra doczekała się dwóch remake’ów – historia z gry została opowiedziana „ponownie” w Fire Emblem: Monshō no Nazo na Super Famicomie oraz Fire Emblem: Shadow Dragon na Nintendo DS.

## Fabuła
Głównym bohaterem Fire Emblem: Ankoku Ryū to Hikari no Tsurugi jest młody książę Marth – bohater, który później wystąpił np. serii Super Smash Bros. Państwo rodzinne głównego bohatera, Altea zostaje niespodziewanie zdradzone przez niedawno sojuszniczy kraj Gra, które dołączyło w wojnie do imperium Dolhr – gracz zaś kontroluje grupą, która zdołała uciec i przybyć na wyspę Talys w poszukiwaniu bezpieczeństwa. Ta jednak została zaatakowana przez piratów. To początek historii, zaś głównym złym jest Medeus, władca państwa Dolhr i król smoków ziemi.

## Rozgrywka
Gra podzielona jest na kolejne bitwy, łącznie jest ich 25. Rozgrywka wykorzystana w tej części trafiła również do kontynuacji Fire Emblem. Gracz kontroluje niebieskie jednostki, czerwone należą do przeciwnika. W grze jest wiele rodzajów jednostek, zarówno głównych, jak Marth- główny bohater, czy Caeda, księżniczka dosiadająca pegaza, jak i zwykłych żołnierzy – dostępni są łucznicy, włócznicy czy rycerze. Tury wykonywane są na przemian, kiedy wszystkie jednostki gracza wykonają już swój ruch, kolej przychodzi na komputer. W trakcie pojedynku jednostki prezentowane są z boku, wraz z animacją ataku. Jednostki posiadają rozbudowane statystyki, możliwość awansu i unikalne ataki. Gra posiadała mechanizm „permanentnej śmierci” – postacie, które padły w bitwie, były stracone na zawsze.